# Pammicrophallus pasaquinae
Pammicrophallus pasaquinae är en mångfotingart som beskrevs av Kraus 1954. Pammicrophallus pasaquinae ingår i släktet Pammicrophallus och familjen Holistophallidae. Inga underarter finns listade i Catalogue of Life.